# Khu Barking và Dagenham của Luân Đôn
Khu Barking và Dagenham của Luân Đôn (tiếng Anh: London Borough of Barking and Dagenham) là một khu tự quản Luân Đôn thuộc hạt Essex, hình thành một phần của vùng Ngoại Luân Đôn. Phần phía nam của khu tự quản thuộc vùng phát triển ven bờ sông Luân Đôn của khu Thames Gateway; một vùng đất được xem như là nơi ưu tiên tái sinh đô thị của quốc gia. Chính quyền địa phương là Hội đồng Khu tự quản Luân Đôn Barking và Dagenham.

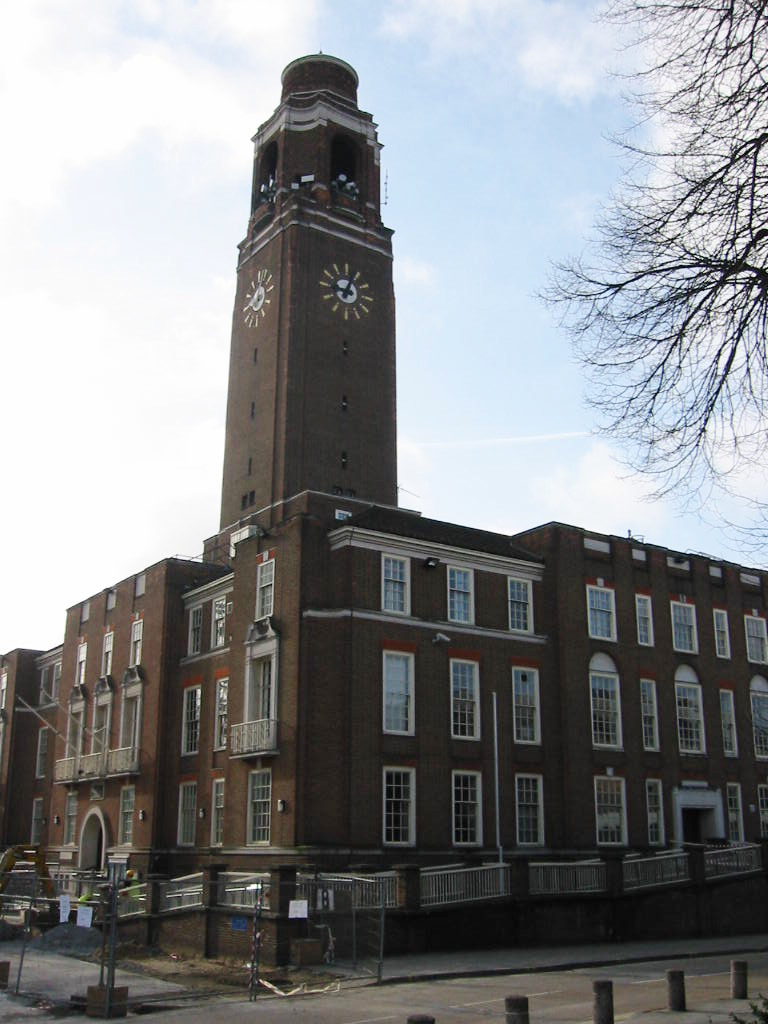
Toà thị chính trước đây của Khu tự quản Thủ đô Barking